# Eresus rotundiceps
Espèce
Eresus rotundiceps est une espèce d'araignées aranéomorphes de la famille des Eresidae.

## Distribution
Cette espèce se rencontre en Ukraine et au Turkménistan.

## Publication originale
- Simon, 1873 : Études arachnologiques. 2e Mémoire. III. Note sur les espèces européennes de la famille des Eresidae. Annales de la Société Entomologique de France, sér. 5, vol. 3, p. 335-358 (texte intégral).